# Simplocaria arctica
Simplocaria arctica là một loài bọ cánh cứng trong họ Byrrhidae. Loài này được Poppius miêu tả khoa học năm 1904.